# Андрусь Микола Іванович
Андрусь Микола Іванович (нар. 1 грудня 1954) — український політичний діяч.

## Життєпис
Народився 1 грудня 1954 року у селі Кибляри Ужгородського району Закарпатської області.
У 1982 р. закінчив Львівський зоотехнічний інститут.
Трудовий шлях розпочав завідувачем ферми радгоспу «Червона зірка» Ужгородського р-ну (1971—1973 рр.). Після служби в Збройних силах СРСР (1973—1975 рр.) працював зоотехніком, завідувачем ферми, керуючим відділком, головним зоотехніком у радгоспі «Червона зірка».
З 1985 по 1990 рр. — на партійній роботі. Працював інструктором, завідувачем організаційного відділу Ужгородського райкому Компартії України.
З квітня 1990 р. по серпень 1994 рр. — заступник, перший заступник голови виконкому Ужгородської районної ради, районної державної адміністрації.
З липня 1995 р. до серпня 2001 р. — голова Ужгородської районної державної адміністрації.
З серпня 2001 р. по квітень 2002 р. — заступник голови Закарпатської обласної державної адміністрації.
З 19 квітня 2002 р. до квітня 2006 р.- голова Закарпатської обласної ради.

## Нагороди
- Заслужений працівник сільського господарства України (11.2003)[4].
- Орден «За заслуги» III ст. (03.2002)[5].

## Родина
Батько Іван Іванович (1916—1995); мати Марія Федорівна (1920—1996); дружина Любов Михайлівна (1957) — інспектор відділу освіти; дочка Олеся (1979) — підприємець; дочка Ольга (1985).